# Roland Steiner (Golfspieler)

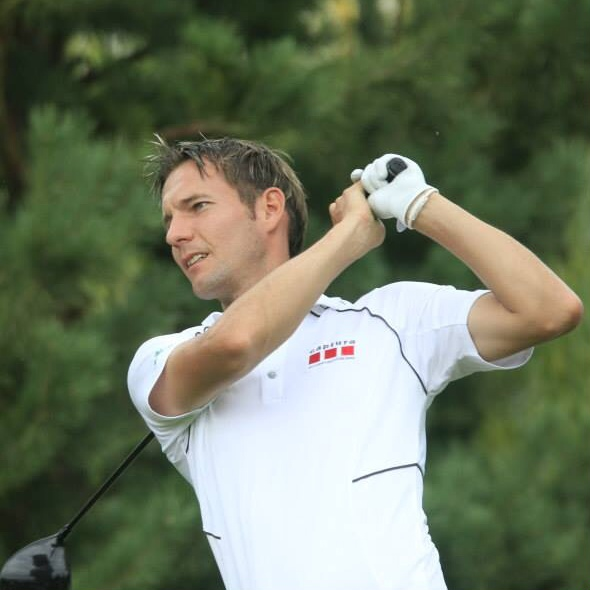
Roland Steiner 2014

Roland Steiner (* 27. Mai 1984 in Leoben, Steiermark) ist ein österreichischer Profigolfer der erst im Alter von 14 Jahren mit dem Golfsport begann und sich innerhalb kürzester Zeit zu einem der stabilsten Spieler seines Landes entwickelte und knapp vor dem Sprung auf die European Tour steht.

## Amateurkarriere
Es dauerte einige Jahre, bis er für sich den Golfsport entdeckte, von dem Moment ging es dann jedoch sehr schnell. Nach seinem 14ten Geburtstag machte er die Platzreife am GC Murtal in Spielberg/Knittelfeld. Roland Steiner wird seit 1998 vom PGA-Professional Ralph Hagen gecoacht, der ihn durch die Amateurkarriere führte und bis heute begleitet. Innerhalb von zwei Jahren kürte Steiner sich zum mehrmaligen Clubmeister und zum besten Spieler des GC Murtals. In den folgenden Jahren ging es über „NOKIA Turnierserie“ hoch zu erfolgreichen Teilnahmen an Landesmeisterschaften und Staatsmeisterschaften. Der erste volle Erfolg gelang ihm bei den „Salzburger Landesmeisterschaften 2003“. Durch diese Leistungen und zahlreichen anderen guten Platzierungen wurde der Steirer nach nur sechs Jahren von Nationalcoach Gordon Manson in das österreichische Herren-Nationalteam berufen. Unbeeindruckt von seinen ersten Erfolgen entwickelte Steiner seine Spielfähigkeit Stück für Stück weiter, spielte bei internationalen Amateurmeisterschaften in Europa, sammelte Erfahrungen und orientierte sich bereits nach wenigen Monaten Nationalteamerfahrung in Richtung Profikarriere. Schon im Jahr 2004 spielte er als Amateur bei der professionellen Alps Tour einige Turniere, schnitt viermal als bester Amateur ab und erspielte sich mit dem siebten Platz bei der Qualifying School der Alps Tour in Marokko als Amateur eine volle Spielberechtigung für die Saison 2005. Es folgte das erfolgreichste Jahr in seiner Amateurkarriere. Ein Staatsmeistertitel und die Teilnahme an der Team-Europameisterschaft in Hillside (England) waren die Highlights eines erlebnisreichen Jahres, das er in der ÖGV-Herrenrangliste auf Rang drei beendete. Danach legte Roland Steiner seinen Amateurstatus nieder und wurde Profi.

## Profikarriere
Mit einem Handicap von plus 3 fühlte sich der Spielberger im September 2005 stark genug, die Laufbahn eines Profigolfers einzuschlagen. Bei seinem ersten Einsatz als Professional erspielte er sich für 2006 erneut die volle Spielberechtigung für die Alps Tour. In der Jahreswertung, der Order of Merit der Alps Tour belegte er zehnten Rang. Schritt für Schritt arbeitete er sich konsequent nach oben, mit einem klaren Ziel einer Golfkarriere vor Augen. Im darauf folgenden Jahr lief es noch besser. Er belegte nach zahlreichen Spitzenplatzierungen den zweiten Platz in der abschließenden Geldrangliste der Alps Tour 2007. Steiner erlangte damit ein eingeschränktes Spielrecht auf der nächsthöheren Leistungsebene, der Challenge Tour für die Saison 2008. Im selben Jahr qualifizierte er sich für das Finale der European Tour Qualifying School der European Tour im spanischen San Roque Club, wo er sich unter den besten 70 Spielern platzieren konnte. Seine Spielberechtigung für die Challenge Tour hat er damit weiter verbessert.
Erfolge auf der Alps Tour:
- 2. Platz Sestriere International Open 2007
- 2. Platz Schärding Baroque Open 2007
- 2. Platz Maremma International Cordial Open 2007
- 3. Platz Gösser Open 2007
- 3. Platz UNIQA FinanceLife Styrian Open 2006
- 3. Platz Masters Dijon Bourgogne 2006
- 4. Platz Volturno International Open 2007
- 5. Platz ALLIANZ de la Mirabelle d'Or Open 2007
- 5. Platz Open de Neuchatel 2007
- 5. Platz Open International de la Mirabelle D'Or 2006

Seit dem Aufstieg spielt Roland Steiner konstant gut auf der Challenge Tour. 2009 hat der nunmehr für den Fontana GC spielende Steirer als 28. der Challenge Tour Order of Merit seine beste Saison. Im letzten Turnier hat er noch die Chance, die Qualifikation für die European Tour zu schaffen. Im selben Jahr verpasste er bei der European Tour Qualifying School in der Final Stage, welche am PGA Catalunya in Girona ausgetragen wurde, nur um einen Schlag die Tourkarte. 423 Schläge nach 6 Runden waren am Ende einer zu viel, so musste sich der Steirer mit Platz 33 und einer Teilspielberechtigung für die Erste Golfliga Europas zufriedengeben. Nach einer durchwachsenen Saison 2010 konnte Steiner im Jahr 2011 wieder zu seinem Spiel finden und früh in der Saison sein bisher bestes Resultat auf der Challenge Tour erzielen. Bei dem ALLIANZ Open Cotes d'Armor (Bretagne) belegte er hinter Phil Archer den alleinigen zweiten Platz. Dieses Ergebnis wurde in diesem Jahr noch durch die Qualifikation für den Omega Mission Hills World Cup 2011 zusammen mit Florian Prägant überragt.
Erfolge auf der Challenge Tour:
- 2. Platz ALLIANZ Open Cotes d'Armor 2011
- 2. Platz Qingdao Golf Open 2008
- 4. Platz Credit Suisse Challenge 2009
- 5. Platz The Princess 2009
- 5. Platz AGF-Allianz Golf Open Grand Toulouse 2008
- 5. Platz Kärnten Golf Open by Markus Brier Foundation 2010

In der Weltrangliste schaffte es der seit 2011 für den GC Murhof spielende Profigolfer im Jahr 2009 bis auf den 416 Rang nach vorne. Diese Platzierung konnte er zwei Jahre später in etwa wieder erreichen. Steiner ist seit dem Einstieg in den Profisport Teil des österreichischen Pro-Teams, welches von Anders Forsbrand und Fred Jendelid betreut wird.

## Teambewerbe
- World Cup: 2011 (mit Florian Prägant)

Der Sieg bei der Qualifikation für den Omega Mission Hills World Cup ist der bis jetzt größte Erfolg der noch jungen Profikarriere von Roland Steiner und zeigte welches Potential in ihm steckt. Nach vier Tagen lagen der Steirer und sein Partner, der Kärntner Florian Prägant, bei einem Score von 24 unter Par und konnten die Zweitplatzierten Holländer um 5 Schläge hinter sich lassen. Beim Hauptbewerb im Haikou (China) Ende November 2011 belegte das Team Austria den 20. Platz, erreichten somit ein achtbares Ergebnis im Konzert der Großen und erwiesen sich als starkes Team.

## Turniersiege
- 2006: Pro Am Open Le Madonie (Alps Tour)
- 2009: KE KELIT Championship
- 2009: Orange Business Pro Am
- 2011: Omega Mission Hills World Cup European Qualifier Challenge Tour